# Blues on Top of Blues
Blues on Top of Blues è il quattordicesimo album discografico in studio del celebre artista blues B.B. King, pubblicato nel 1968.

## Tracce
Testi e musiche di Riley King.
1. Heartbreaker – 2:31
2. Losing Faith in You – 2:58
3. Dance with Me – 3:22
4. That's Wrong, Little Mama – 2:19
5. Having My Say – 2:39
6. I'm Not Wanted Anymore – 2:24
7. Worried Dream – 2:54
8. Paying the Cost to Be the Boss – 2:35
9. Until I Found You – 2:23
10. I'm Gonna Do What They Do to Me – 2:48
11. Raining in My Heart – 2:28
12. Now That You've Lost Me – 2:28